# Léopold de Saussure
Léopold de Saussure (* 30. Mai 1866 in Genthod bei Genf; † 30. Juli 1925 in Genf) war ein Schweizer Sinologe, Seeoffizier und Astronomiehistoriker.

## Leben
Léopold de Saussure war der Sohn des Naturforschers und Entdeckungsreisenden Henri de Saussure und ein Bruder des Semiotikers und Linguisten Ferdinand de Saussure, des Malers Horace de Saussure und des Mathematikers und Esperantisten René de Saussure. Er wurde in dem Dorf Creux de Genthod bei Genf geboren. Um eine Karriere in der Marine zu verfolgen, wurde er mit Erlaubnis seines Vaters französischer Staatsbürger und besuchte die École Navale in Borda. Ab 1882 war er in der französischen Marine. 1885 wurde er Seekadett und besuchte 1887 Fremdsprachenkurse an der Ècole des Langues orientales vivantes in Paris, wofür er vom Dienst beurlaubt wurde. 1888 bis 1891 diente er an Bord des Kanonenboots Aspic in der französischen Kolonie Indochina, in der er Vietnamesisch lernte, in Japan und vor allem in China, wo sein Kanonenboot auf dem Jangtsekiang-Fluss patrouillierte. 1892 wurde er Schiffsleutnant. Zuletzt war er an der französischen Eroberung des Königreichs Dahomey beteiligt, bevor er seinen Abschied nahm um sich um Familienangelegenheiten zu kümmern. Er war danach nur noch Reserveoffizier.
In Frankreich widmete er sich danach der Forschung. Er veröffentlichte 1899 ein Buch über die Psychologie der französischen Kolonisation, in der er seine kritische Haltung zur französischen Assimilationspolitik in der Kolonien vertrat. Er trennte Rassen psychologisch und sagte eine Auflösung der französischen und spanischen Kolonialimperien voraus, da sie nicht auf eine strenge Trennung nach Rassen, sondern auf sprachliche Assimilation setzten.
Von 1899 bis 1922 befasste er sich mit der Geschichte chinesischer Astronomie und Astrologie, worüber er vor allem in der Pariser Zeitschrift für Sinologie T’oung Pao veröffentlichte. Er sprach sich für eine Beeinflussung babylonischer Astronomie durch die chinesische Astronomie aus statt umgekehrt und sah die Entwicklung der chinesischen Astronomie als im Wesentlichen unabhängig, zuletzt erkannte er aber einen starken indo-iranischen Einfluss an. Bei seinen Forschungen kamen ihm seine astronomischen Navigationskenntnisse als Seeoffizier zugute.
Léopold de Saussure veröffentlichte auch zu allgemeinen politischen Fragen und zu Fragen des Seekriegs im Journal de Genève.
Er starb 1925 in seiner Heimatstadt Genf, nachdem er zehn Jahre lang durch eine den damaligen Ärzten mysteriöse Krankheit ans Bett gefesselt war.
1898 wurde er Ritter der Ehrenlegion.
1918 heiratete er Marthe Ducimetière, genannt Monod.

## Schriften
- Psychologie de la colonisation française: Dans ses rapports avec les sociétés indigènes. F. Alcan, Paris  1899.
- Le voyage du roi Mou au Turkestan Oriental. La relation des voyages du roi Mou (au Xe siècle avant J.-C.). In: Journal Asiatique, 1920, S. 151–156, 247–280.
- The Calendar of Mu T’ien-Tsz Chuan. In: North China Review, 2 (1920), S. 513–516.
- Le système astronomique des chinois. In:  Archives des sciences physiques et naturelles, 1 (1919), S. 186–216 (Digitalisat); S. 561–588 (Digitalisat); 2 (1920), S. 214–231 (Digitalisat); S. 325–350 (Digitalisat in E-Periodica).
- L’origine de la rose des vents et l’origine de la boussole. Albert Kundig, Genf 1923 (Archives des sciences physiques et naturelles).
- La Chronologie Chinoise et l’avènement des Tcheou. In: T’oung Pao, 23 (1924), S. 287–346.
- Origine Babylonienne de l’astronomie Chinoise. Institut de physique de l’Université, Genf 1923.
- Les Origines de l’astronomie Chinoise. Librarie orientale et américaine Maisonneuve frères, Paris 1930 (Wiederabdruck von zehn Artikeln, die 1909 bis 1922 in der Zeitschrift T’oung Pao erschienen).